# Bière de garde

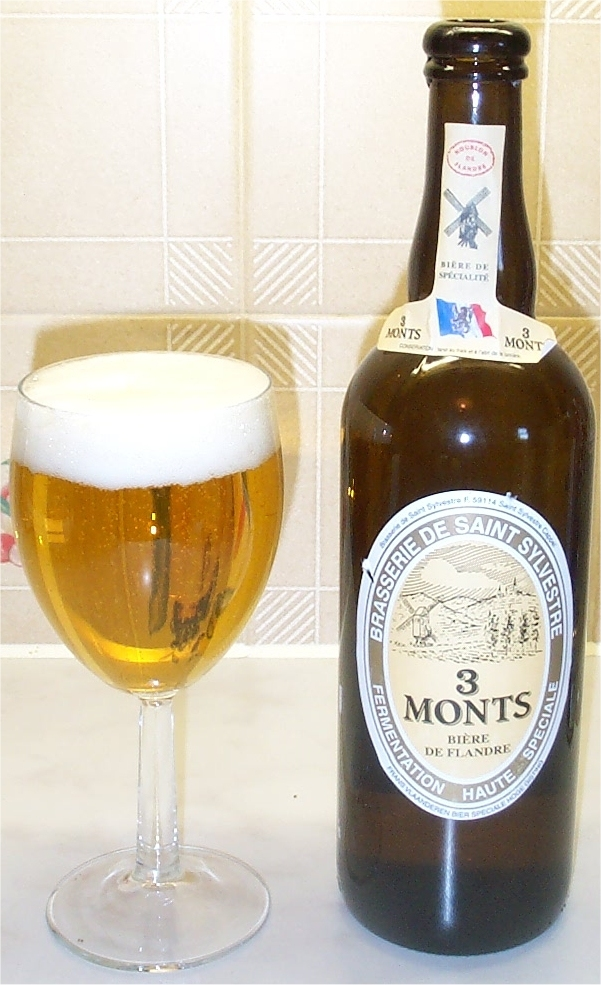
3 Monts, ein Bière de Garde

Bière de garde bezeichnet eine obergärige Biersorte aus der französischen Region Hauts-de-France. Diese Biere können von heller oder bernsteiner Farbe (ambrée) sein und besitzen einen Alkoholgehalt von über 6 %.

## Namensherkunft und Herstellungsprozess
Der Name dieser Biersorte kann bei deutschsprachigen Verbrauchern für Verwirrung sorgen. Wörtlich übersetzt bedeutet bière de garde „Bier zur Aufbewahrung“. Ursprünglich wurden die bières de garde in Nordfrankreich in Bauernhäusern gebraut. Dies geschah traditionell Ende Frühling. Nach der Gärung wurde das obergärige Bier für eine längere Zeit in kühlen Bierkellern in Fässern gelagert. Der französische Begriff garde bedeutet Lagerung. Heutzutage wird das Bier in Lagertanks bei kalten Temperaturen gelagert. Durch die verlängerte Lagerzeit entstehen andere Gärungsnebenprodukte, das Bier reift langsam. Zucker und Hefe verfeinern während der garde den Charakter des Bieres und steigern den Alkoholgehalt. Traditionell gab es auch manchmal eine zweite Gärung in der Flasche und dies in Champagnertypflaschen. Die Flaschengärung ist heutzutage eher die Ausnahme, dennoch wird das Bier in Sektflaschen mit Korken gefüllt. Das bière de garde wird klassisch obergärig vergoren, doch es gibt auch untergärige Biere.

## Wiedergeburt des bière de garde in den 1970er Jahren
In den 1970er Jahren war das traditionelle nordfranzösische bière de garde fast  in Vergessenheit geraten. Viele französische Brauereien, auch in Nord-Pas-de-Calais waren dabei, die Mode der standardisierten untergärigen Lagerbiere aufzunehmen und die alten regionalen Spezialitäten waren zum Nischenprodukt geworden. Die Brasserie Duyck in Jenlain, einem kleinen Dorf des französischen Hennegaus bei Valenciennes (Département Nord) hat viel für die Wiedergeburt des traditionellen obergärigen Biers gesorgt. Seit dem Anfang des 20. Jahrhunderts braute die Familienbrauerei in Jenlain ein obergäriges Bier, das vor der Flaschenabfüllung in Fässern gelagert wurde. 
1922 wurden für das Bier Champagnerflaschen wiederverwendet. Das Bier konnte damit länger in der Flasche reifen und durch die Arbeit der Hefe verlängerte sich auch die Gärung. Das Bier verfeinerte sich in der Flasche. Die Brauerei Duyck verkaufte das Bier als Vieille Bière (altes Bier). Nach dem Zweiten Weltkrieg wurde es als bière de garde vermarktet. 1968 kam es dann zur Umbenennung des Bieres, das jetzt den Namen des Dorfes, in dem sich die Brauerei befindet, trägt; Jenlain. 
In den 1970er Jahren, als in Frankreich und in ganz Europa die untergärigen hellen Biere propagiert wurden, entdeckten Studenten aus Lille das obergärige bernsteinfarbene Jenlain Ambrée. Das Bier aus der Brauerei Duyck wurde zu einem Kultbier. Um den Siegeszug des Jenlain zu folgen, wechselten auch andere Brauereien der Region zu den traditionell obergärigen bières de garde. Die Wiederentdeckung des obergärigen bière de garde in Nordfrankreich geschah etwa zum gleichen Zeitpunkt wie die Wiedergeburt des klassischen Real Ale in Großbritannien. 
1978 wurde zum ersten Mal in der Familienbrauerei Brasserie Castelain in Bénifontaine, nahe Lens, im Département Pas-de-Calais das helle obergärige bière de garde „Ch'ti blonde“ gebraut. Heutzutage brauen mehrere Brauereien das bière de garde in der Region Nord-Pas-de-Calais, wo es als regionale Spezialität gilt. Bei den Brauereien, die das traditionell obergärige Bier brauen, handelt es sich eher um kleine oder mittelständische Unternehmen, Privatbrauereien bzw. Familienbrauereien. Bekannte Vertreter dieser Biersorte sind Jenlain Ambrée und Jenlain Blonde (Brasserie Duyck), Ch'ti Blonde,Ch'ti Ambrée (Brasserie Castelain), Trois Monts (Brasserie de Saint-Sylvestre)...

## Geschmack
Die bières de garde haben einen starken malzbetonten Charakter und sind wenig gehopft. 